# Ignacy Chełchowski
Ignacy Chełchowski (Chołchowski) herbu Pobóg – miecznik kowieński w latach 1749–1754.
Poseł na sejm 1752 roku z powiatu kowieńskiego.